# Танцевальный фестиваль АВС 2017
Телефестиваль танца АВС 2017 (англ. ABU TV Dance Festival 2015) — является первым выпуском Телефестиваля танца АВС. Он пройдёт с 15 января 2017 года в Хайдарабаде (Индия).Это независимый фестиваль, который будет расти из года в год. Цель состоит в том, чтобы создать «мост» между молодыми людьми из разных частей мира, через танец как международный язык, который мог бы помочь в конвергенциями и ассоциаций, социальных и художественных. 

## Правила конкурса
- Каждое выступление не может длиться не более 8 минут.
- На сцене должно находиться от 2 до 8 человек.
- Участники должны быть в возрасте от 18 до 25 лет

## Участники
| Стана       | Вид танца    | Танец           |
| ----------- | ------------ | --------------- |
| Афганистан  | Традиционный |                 |
| Азербайджан | Традиционный | Uzundara        |
| Вьетнам     |              |                 |
| Индия       | Традиционный | Andaz-e-Raqs    |
| Индия       | Современный  | Chaitanaya      |
| Индонезия   | Традиционный | Tari Saman      |
| Индонезия   | Традиционный | Bala Turangga   |
| Индонезия   | Современный  | Kabaret Baliano |
| Камбоджа    | Традиционный |                 |
| Китай       | Современный  |                 |
| Малайзия    |              |                 |
| Мальдивы    | Традиционный |                 |
| Монголия    | Традиционный | Sugsraan donj   |
| Монголия    | Современный  | Cranes          |
| Узбекистан  | Традиционный | Лезгины         |
| Фиджи       | Традиционный | Meke            |
| Филиппины   | Традиционный | Singkil         |
| Филиппины   | Современный  | Sarimanok       |
| Шри-Ланка   |              |                 |

## Другие страны

### Несостоявшийся дебют
- Вьетнам — объявил о своем дебюте, но в списке не значился.
- Китай — объявил о своем дебюте, но в списке не значился.
- Туркменистан — объявила о своем дебюте, даже выбрала вид танца — традиционный, но в списке не значился.
- Шри-Ланка — объявила о своем дебюте, но в списке не значился.

## Телеканалы-вещатели
- Афганистан — RTA
- Азербайджан — Ictimai
- Индия — DD
- Индонезия — RRI и TVRI
- Мальдивы — PSM
- Монголия — MNB
- Узбекистан — MTRK
- Фиджи — FBC
- Филиппины — CTC